# Joe Morris (Trompeter)
Joe Morris (* 1. Januar 1922 in Montgomery/Alabama; † 1. November 1958 in Phoenix, Arizona) war ein US-amerikanischer Jazztrompeter und Bandleader.

## Leben
Morris trat zu Anfang seiner Karriere mit Musikern wie Dizzy Gillespie, Milt Buckner, Arnett Cobb, Johnny Griffin, Buddy Rich (1956) und Earl Bostic auf. Er arbeitete als Komponist, Arrangeur und Trompeter von 1941 bis 1946 für Lionel Hampton, für den er seine eigenen Kompositionen "Chop Chop" und "Punch and Judy" arrangierte. Danach gründete er das Joe Morris Orchestra. In seiner Band spielten u. a. Musiker wie Johnny Griffin, Elmo Hope, Percy Heath und Philly Joe Jones. Außerdem nahm er mit Dinah Washington Platten auf ("Evil Gal Blues", I Know How to Do It", 1943).
Er unterschrieb dann einen Vertrag mit dem Label Atlantic Records, und sein Titel Anytime, Any Place, Anywhere erreichte den ersten Platz der Rhythm and Blues Charts 1950. Das Joe Morris Orchestra wurde zur inoffiziellen House Band von Atlantic und spielte u. a. Aufnahmen mit Ray Charles und Lowell Fulson ein. 2003–05 erschienen Neuauflagen seiner Aufnahmen in drei Alben.
Joe Morris ist nicht zu verwechseln mit dem Gitarristen Joe Morris (* 1959).

## Diskographie
- 1946–1949 Aufnahmen von 1946 bis 1949 mit Sinclair Abbot, Bobby Burton, Embra Daylie, George Freeman, Matthew Gee, Johnny Griffin, Percy Heath, LeRoy Jackson, Al Jones, Philly Joe Jones, Alfonso King, Bill McLemore, Wilmus Reeves, Wally Williams, 2003
- Anytime, Anyplace, Anywhere, Aufnahmen von 1946 bis 1950 mit Sinclair Abbot, Bobby Burton, George Freeman, Johnny Griffin, Percy Heath, Elmo Hope, LeRoy Jackson, Al Jones, Philly Joe Jones, Alfonso King, Bill McLemore, Billy Mitchell, Wilmus Reeves, Laurie Tate, Wally Williams, 2003
- 1950–1953 Aufnahmen von 1950 bis 1953 mit Billy Mitchell, Teddy Smith, Laurie Tate, 2005